# Mitsubishi B2M
Mitsubishi B2M là một kiểu máy bay ném bom-ngư lôi Nhật Bản hoạt động trên tàu sân bay trong những năm 1920 và 1930. Nó được Mitsubishi chế tạo dựa trên một thiết kế của hãng Anh Quốc Blackburn Aircraft và được Hải quân Đế quốc Nhật Bản đưa ra sử dụng.

## Thiết kế và phát triển
Vào năm 1927, hãng Nhật Bản Mitsubishi đã thuê lại hãng sản xuất máy bay Anh Quốc Blackburn Aircraft để thiết kế một máy bay, với thỏa thuận sẽ được Mitsubishi chế tạo theo giấy phép nhượng quyền nếu thành công, nhằm tham gia một cuộc mở thầu cạnh tranh của Hải quân Đế quốc Nhật Bản cho một kiểu máy bay trinh sát và ném bom-ngư lôi hoạt động trên tàu sân bay để thay thế cho kiểu Mitsubishi B1M của chính hãng này. Blackburn đã phát triển một thiết kế tên gọi Blackburn T.7B, vốn là phiên bản mở rộng của kiểu máy bay ném bom ngư lôi Ripon của họ, vốn đang được phát triển cho Hải quân Hoàng gia Anh. Chiếc T.7B là một kiểu máy bay cánh kép ba chỗ ngồi cấu trúc bằng thép ống, cánh có hệ số dài rộng cao được gắn cánh mép kiểu Handley Page, được cung cấp động lực bởi một động cơ Hispano-Suiza 12Lbr công suất 625 mã lực (466 kW).
Kiểu thiết kế này được công bố thắng cuộc trong cạnh tranh, và một chiếc nguyên mẫu (biết đến dưới tên gọi 3MR4) được đặt hàng cùng Blackburn. Chiếc máy bay này bay chuyến bay đầu tiên vào ngày 28 tháng 12 năm 1929 tại xưởng của Blackburn ở Yorkshire, Anh Quốc, và được chở sang Nhật Bản vào tháng 2 năm 1930.
Ba chiếc nguyên mẫu phát triển được Mitsubishi chế tạo trực tiếp tại Nhật Bản trước khi kiểu máy bay này được chính thức chấp nhận dưới tên gọi Máy bay Tấn công Tàu sân bay Hải quân Kiểu 89-1 Loại 1 hay Mitsubishi B2M1.

## Lịch sử hoạt động
Kiểu B2M1 được đưa vào phục vụ cùng Hải quân Đế quốc Nhật Bản vào tháng 3 năm 1932, hoạt động trên các tàu sân bay Akagi, Kaga và Hōshō. Các việc cải biến đã được thực hiện nhằm cải thiện độ ổn định đã đưa đến kiểu B2M2 hay còn được gọi là Máy bay Tấn công Tàu sân bay Hải quân Kiểu 89-2, nhưng không mang lại cải thiện nào đáng kể về tính năng bay so với phiên bản B2M1. Có tổng cộng 204 máy bay thuộc cả hai phiên bản được sản xuất.
Kiểu B2M đã được sử dụng rộng rãi trong vai trò ném bom tầm cao và tầm thấp vào các mục tiêu tại Trung Quốc vào lúc bắt đầu Chiến tranh Trung-Nhật vào năm 1937.

## Các phiên bản
Blackburn T.7B
Máy bay nguyên mẫu chế tạo bởi Blackburn Aircraft.
Mitsubishi 3MR4
Ba chiếc nguyên mẫu chế tạo tại Nhật Bản.
Misubishi B2M1
Phiên bản sản xuất ban đầu.
Mitsubishi B2M2
Phiên bản sản xuất cải tiến, thu gọn sãi cánh và đuôi cải tiến.

## Các nước sử dụng
Nhật Bản
- Hải quân Đế quốc Nhật Bản

## Đặc điểm kỹ thuật (B2M1)
Nguồn: World Encyclopedia of Military Aircraft 

### Đặc tính chung
- Đội bay: 03 người
- Chiều dài: 10,27 m (33 ft 8 in)
- Sải cánh: 15,22 m (49 ft 11 in)
- Chiều cao: 3,71 m (12 ft 2 in)
- Diện tích bề mặt cánh: 55 m² (592 ft²)[5]
- Trọng lượng không tải: 2.260 kg (4.982 lb) [5]
- Trọng lượng có tải: 3.600 kg (7.900 lb)
- Động cơ: 1 x động cơ Hispano-Suiza 12Lbr bố trí chữ V-12 làm mát bằng nước, công suất 650 mã lực (485 kW).

### Đặc tính bay
- Tốc độ lớn nhất: 213 km/h (115 knot, 132 mph)
- Tầm bay tối đa: 1.779 km (960 nm, 1.105 mi) [5]
- Trần bay: 4.500 m (14.700 ft)

### Vũ khí
- 1 x súng máy 7,7 mm cố định bắn hướng ra trước
- 1 x súng máy 7,7 mm di động ở buồng lái phía sau
- 800 kg (1.760 lb) ngư lôi hoặc bom

## Nội dung liên quan

### Máy bay liên quan
- Blackburn Ripon

### Máy bay tương tự
- Douglas DT

### Danh sách liên quan
- Danh sách máy bay chiến đấu
- Danh sách máy bay quân sự Nhật Bản